# Kobanîi mészárlás
A kobanîi mészárlás egy 2015. június 25-26-án az Iszlám Állam által a kurd kézen lévő Kobanîban a polgári lakosság ellen elkövetett öngyilkos és más természetű támadások sorozata volt, mely csúcspontját június 25-én érte el. A támadások június 28-ig folytatódtak, az ISIL utolsó harcosát azt ezt követő napon végezték ki. A támadásban 223-233 polgári lakos, 35-37 kurd katona és az ISIL-nek legalább 79 támogatója halt meg. Azóta, hogy az ISIL bejelentette a kalifátus megalapítását, ez volt a második legsúlyosabb vérontása.

## Előzmények

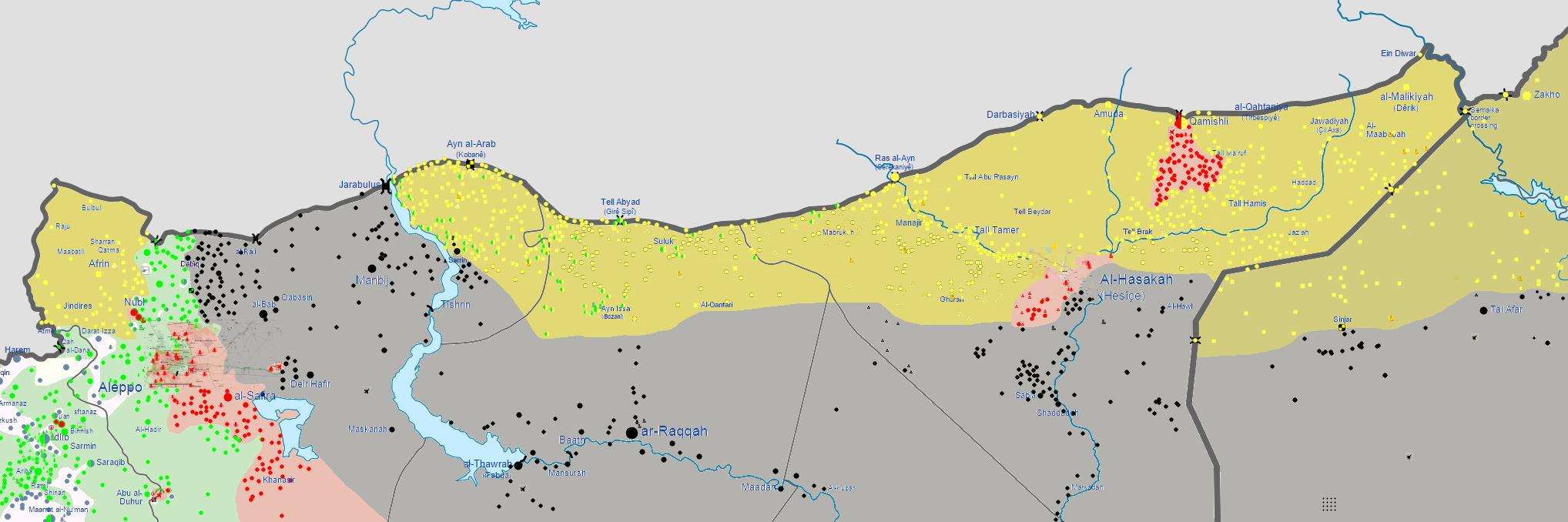
A Kurd Nemzetvédelmi Egységek, az Iszlám állam, a Szabad Szíriai hadsereg és a Szír Hadsereg kezén lévő vagy általuk igényelt területek 2015. június végén.

2012. július 19-én a Kurd Népvédelmi Egységek elfoglalta Kobanît. Azóta a város kurd ellenőrzés alatt volt, és a Népvédelmi Egységek a kurd politikusokkal közösen autonómiát követeltek a szerintük Rojavához tartozó régiónak. Hasonló, de kevésbé kiterjedt események után 2014. Július 2-án az Iszlám Állam nagy erejű támadást indított a város és a környező falvak ellen. Szeptember 16-án On 16 September, ISIL resumed its siege of Kobanî with a full-scale assault from the west and the south of the city.
Kobanî kantont az ISIL több hónapig támadta. 2014. szeptemberben kezdte az ostromot, ekkor több mint 100 kurd falut elfoglalt. Az ISIL előrenyomulásának hatására mintegy 200 000 kurd menekült Törökországba.
Az elfoglalt falvakban az ISIL több helyen mészárolt és nőket rabolt el. Mindennek ellenére az ISIL nem tudta a teljes kantont megszerezni, mert a Kurd Népvédelmi Egységek (YPG) és a Női Védelmi Egységek (YPJ) sikeresen védelmezték Kobanî városát és az azt körülvevő településeket. Több hétnyi elzártság után az amerikaiak vezette koalíció 2014. október 5-én a levegőből támadta a Kobanîban harcoló ISIL-fegyvereseket. Ennek segítségével az YPG és YPJ csapatai ki tudták űzni a város egyes részeiről iszlamista seregeket. A jelentések szerint az YPG elérte, hogy 2015. január 26-án Kobanî-ban már nem voltak ISIL-katonák, így vége lett az ostromnak. 2015. január 27-én az YPG vezette seregek Kobanî teljes területén visszaszerezték az ellenőrzést. Azóta a város a kurdok ellenőrzése alatt állt.
2015. májusban és júniusban a kurd seregek, a Szabad Szíriai Hadsereg és a velük szövetséges csapatok nagy területeket szereztek meg Haszaka kormányzóság nyugati felén Tel Ábjád régiójában, így összeköttetést tudtak teremteni a kurd Jazira és Kobanî kantonokat.

## A vérengzés
A mészárlás a török határhoz közel 2015. június 25-én kezdődött, mikor az Iszlám Állam harcosai három, autóba rejtett pokolgépet robbantottak Kobanîban. A kurdok és a szíriai kormány véleménye szerint a jármű a város török határhoz közel eső részén ért be a településre, de ezt Törökország visszautasította. A támadást körülbelül 80 100 katona hajtotta végre. a magukat kurd biztonságiaknak kiadó ISIL-katonák június 25-én az éj leple alatt érkeztek meg a városba. Ezután megszállták a várost és gépkarabélyokkal valamint rakéta meghajtású gránátokkal lőtték a polgári lakosságot.
Az ISIL Barkh Butan faluban, Kobanîtól 20 km-re délre is mészárlást rendezett, ahol 23 szíriai kurdot, közük több nőt és gyermeket is kivégzett. Egy kurd szóvivő úgy nyilatkozott másnap, hogy három helyszínt az ISIL ellenőrzött, köztük egy kórházat is. Az iszlamisták legalább 100 embert foglyul ejtettek vagy megöltek a tűzpárbaj során.
Kobanîban további három napig folyt a csata, s ezalatt a legtöbb ISIL-harcost megöltek, egyet a kurdok fogságba ejtettek, 7 katona pedig megszökött Törökországba.
Június 29-én délután halálos sebet kapott a Kobanî városában lévő utolsó iszlamista katona is, aki bele is halt a sérüléseibe.

## Áldozatok
A támadás után 164 halottról és 200 sérültről szóltak a hírek, s ezzel ez lett az Észak-Szíriában egyik legtöbb polgári áldozatot követelő merénylet. A végső veszteséglista szerint legalább 223 civil meghalt és 300-an megsebesültek.

## Reakciók
– Redur Xelil, a Kurd Népvédelmi Egységek szóvivője azt mondta: "A Daesh (ISIL) nem azért hajt végre összehangolt öngyilkos támadásokat, hogy ellenőrzése alá vonja vagy elfoglalja Kobanit, hanem csakis azért, hogy minél több polgári áldozattal végezhessen”.
 – A CNN Turk hírcsatorna szerint Erdogan egy üzleti csoporttal közösen elfogyasztott üzleti vacsorán azt mondta: "Senkinek sincs joga Törökországot és a terrorizmust egy lapon említenie. Ezek után a szörnyű támadások után bezárult a szeparatista szervezetek körül a kör. Más szavakkal: a politikai párt olyan rágalmazó, lejárató kampányt folytatott, melyekben nem ismert moralitást, gátat, és semmi kötődést nem tanúsított a nemzethez." ezzel a Népi Demokratikus Párt vádjaira célzott.
- Népi Demokratikus Párt – "A török kormány évek óta támogatja az ISIL-t. A mai mészárlás is ennek a támogatásnak a része. " Ezzel a Népi Demokratikus Párt társvezetője, Figen Yuksekdag az Iszlám Államra utalt.[26]